# No Way Out (The Walking Dead)
«Sin Salida» —título original en inglés: «No Way Out»— es el noveno episodio de la sexta temporada de la serie de televisión The Walking Dead. Fue dirigido por Greg Nicotero y el guion estará a cargo de Seth Hoffman. La cadena AMC lo emitió en los Estados Unidos el 14 de febrero de 2016 FOX e hizo lo propio en Hispanoamérica y España el día 15 del mismo mes, respectivamente.
La trama del episodio se centra luego de la invasión de una masiva horda caminante a la comunidad de Alexandría y lo que sucedió con Daryl, Abraham y Sasha luego de ser capturados ante la nueva amenaza la cual es la pandilla de Los Salvadores liderados por el malvado Negan.
Este episodio marca la salida de la actriz Alexandra Breckenridge tras la muerte de su personaje Jessie Anderson, luego de haber formado parte como personaje recurrente en la temporada anterior y en esta temporada le ascendieron el rol coprotagónico en la serie, también marcan las salidas de los actores recurrentes Benedict Samuel (Lobo Alfa), Christopher Berry (Bud), Austin Abrams (Ron Anderson), Major Dodson como (Sam Anderson) debido a que sus personajes son asesinados en el trascurso de la serie.
Este es el quinto episodio que comparte su nombre relacionado con un volumen del cómic, después de Days Gone Bye, Made To Suffer, This Sorrowful Life y Too Far Gone.
Siguiendo con el melodrama anterior, Rick Grimes , su hijo Carl Grimes, Michonne y el resto de la familia Anderson quienes huyen de la manada caminante, mientras que Denise Cloyd es tomada de rehén por el Lobo Alfa. Mientras tanto, Daryl Dixon, Sasha Williams y Abraham Ford se ven obligados a entregar sus armas a una fuerza amenazante de unos pandilleros motociclistas, dirigido por el oculto y enigmático Negan (Jeffrey Dean Morgan). La mayor parte del episodio se ocupa de la invasión caminante en la comunidad de Alexandría. El episodio es muy similar al arco material del Volumen 13 del cómic:"No Way Out" de la serie del mismo nombre. La lesión fatal de Carl y la muerte de los Anderson son los principales momentos del cómic adaptado en la pantalla.
Este episodio sirve como el estreno de mitad de temporada, fue el octavo episodio filmado en general, lo que ocurrió inmediatamente después del flashback de Morgan Jones en el episodio "Here's Not Here" de esa manera es como se llega al orden cronológico de esta temporada.

## Argumento
Detenidos en el camino por un grupo de Salvadores, Abraham (Michael Cudlitz), Sasha (Sonequa Martin-Green) y Daryl (Norman Reedus) se ven obligados a abandonar sus armas. Les dicen que su propiedad ahora pertenece a Negan. El líder del grupo (Christopher Berry) hace que uno de los secuaces lleve a Daryl a la parte posterior del camión de combustible para comenzar una búsqueda exhaustiva, mientras continúa sus intentos de intimidar a Abraham y Sasha para que revelen la ubicación de Alexandría. Sugiere que va a matar a uno de ellos y cuando se dispone a hacerlo, Daryl, que ha ejecutado en silencio al matón, hace explotar a todo el grupo con el lanzador de cohetes de Abraham.
Rick (Andrew Lincoln), Carl (Chandler Riggs), el padre Gabriel (Seth Gilliam), Michonne (Danai Gurira), Judith, Jessie (Alexandra Breckenridge), Ron (Austin Abrams) y Sam (Major Dodson) escapan de la casa de Jessie con ponchos untados con las vísceras de los caminantes para camuflarse de ellos, tomados de la mano para mantenerse juntos. Rick decide llevarlos a la cantera para recuperar vehículos y repetir su plan anterior para atraer a la manada lejos de Alexandría, mientras que Gabriel lleva a Judith a la seguridad de su iglesia. Jessie intenta hacer que Sam vaya con Gabriel, pero él se niega. Mientras se dirigen hacia la puerta principal, Sam sufre un colapso cuando ve a un niño andador, y sus gritos atraen a los caminantes, que lo devoran vivo. Jessie se niega a soltar la mano de Sam, y los caminantes también la atacan. Carl no puede liberarse del agarre de Jessie, así que Rick corta el brazo de Jessie con un hacha, liberando a Carl, quien tropieza y suelta su arma. Con toda su familia ahora muerta, Ron toma la pistola de Carl y apunta a Rick, pero Michonne lo empala con su katana. El arma igualmente dispara , dándole en el ojo derecho a Carl.
Mientras tanto, el lobo (Benedict Samuel) se esconde con Denise (Merritt Wever), esperando una oportunidad para deslizarse entre los caminantes y escapar. Cuando hay una ruta clara sobre la pared, hacen su movimiento, pero el Lobo vuelve para salvar a Denise y es mordido en el proceso. Denise hace un trato para salvar su vida si lo lleva a la enfermería. Carol (Melissa McBride) busca en casa de Morgan (Lennie James) otras "sorpresas" y se disculpa por herirla; Carol, no muy convencida, responde que debería haber matado a Morgan. Mientras Denise le pone un torniquete en el brazo, El Lobo pregunta por qué se puso en peligro para salvarla y la psiquiatra le revela que el l ha cambiado y ya forma parte de los alexandrinos. Mientras que El lobo protege a Denise de otro caminante, Carol le dispara. Carol le grita a Denise que corra y se sorprende cuando el lobo es rodeado y comido por los caminantes, hace eco de las llamadas de Carol para que Denise vaya y se salve. El Lobo luego vuelve a animarse como un caminante y Morgan lo saca de su miseria, quien se disculpa de forma penosa cuando lo mata.
Denise logra llegar a la enfermería donde comienza a ayudar a Carl. Al tener una intensa furia por la muerte de Jessie y el accidente de Carl, Rick sale todo furioso y comienza una embestida contra los caminantes. Tan pronto como Carl es cosido, Michonne, Heath (Corey Hawkins), Aaron (Ross Marquand) y Spencer (Austin Nichols) salen corriendo para reunirse con Rick. Sus acciones motivan a otros del grupo de Rick y muchos alexandrinos a unirse a la batalla, con Eugene (Josh McDermitt) reconociendo que este sería un momento en la historia donde todos serían contados, y el padre Gabriel predicando que Dios los había salvado haciéndolos lo suficientemente valientes como para pelear. Glenn (Steven Yeun) crea una distracción para que Enid (Katelyn Nacon) pueda acercarse a Maggie (Lauren Cohan) en la inestable torre de vigilancia, pero es invadida y salvada por la llegada oportuna de Daryl, Abraham y Sasha, mediante sus disparos con sus rifles de asalto desde el camión de combustible.
Glenn abre la puerta para que Maggie y Enid puedan bajar por el camión de combustible, y ellos con Sasha y Abraham cubren a Daryl que llena un estanque con combustible y lo enciende con el lanzador de cohetes RPG-7 a un enorme charco de fuego en la noche atrayendo inmediatamente la atención a la horda masiva de caminantes. Esto quita presión a aquellos que luchan justo cuando estaban a punto de ser abrumados, lo que les permite tomar la delantera y continuar implacablemente. A la mañana siguiente, los sobrevivientes se reagrupan después de haber matado hasta el último caminante. Rick ruega a su hijo inconsciente que salga adelante, con la esperanza del futuro, ya que los alexandrinos han demostrado que tienen lo que se necesita para vivir, ahora creyendo que los planes de Deanna podrían lograrse. Los dedos de Carl se cierran alrededor de la mano de Rick en aparente respuesta.

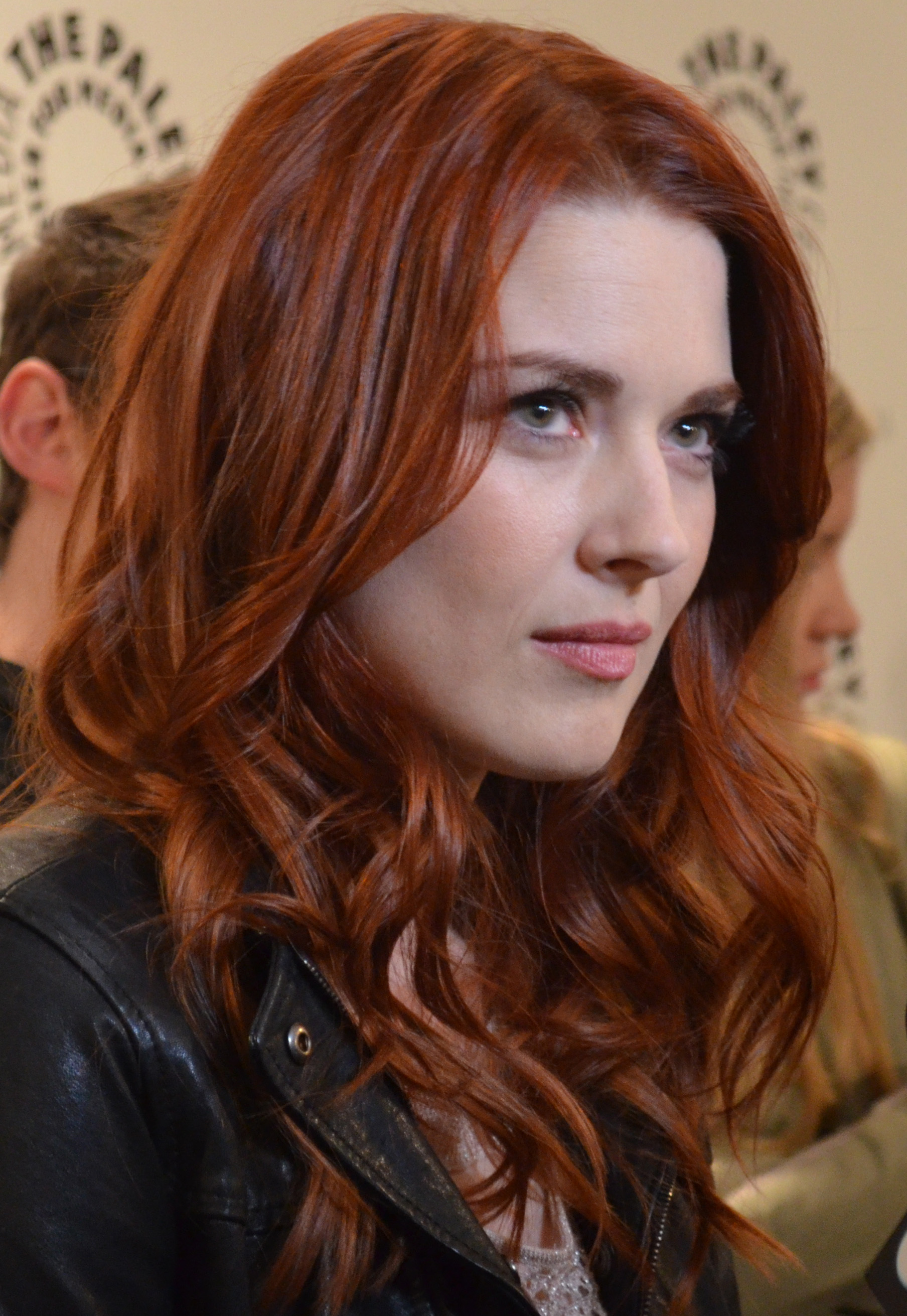
"No Way Out" marcó la última aparición de Alexandra Breckenridge (foto de 2012), como parte del elenco coprotagónico.

## Recepción
El episodio fue universalmente aclamado por la crítica, hasta el punto de mencionarlo como uno de los mejores episodios de la serie de televisión.

### Reseña y Crítica
El episodio recibió grandes elogios de la crítica. Lleva a cabo una calificación positiva de 96% con una puntuación media de 8,2 sobre 10 en la revisión según la web Rotten Tomatoes. El consenso de los críticos fue lo siguiente: "No Way Out" es un episodio brutalmente entretenido de una primera mitad mediocre de la temporada, vuelve a activar con la detención, los avances fueron asombrosos."

### Clasificación
El episodio tuvo un promedió de calificación de 6,8 en adultos 18-49, con más de 13.742 millones de televidentes en general. Esto es tanto una disminución del final de mitad de temporada anterior, con un promedio de 7.0 y una calificación de 13.981 millones de televidentes totales, Es una disminución del estreno de mitad de temporada temporada anterior, que recibió un 8,0 en adultos 18-49, con 15,64 millones de espectadores en general.

### Reconocimientos
| Año  | Premio                                          | Categoría                                                                            | Nominados(s)                                                                                        | Resultados | referencia |
| ---- | ----------------------------------------------- | ------------------------------------------------------------------------------------ | --------------------------------------------------------------------------------------------------- | ---------- | ---------- |
| 2016 | 68. ° Premios Emmy Primetime de artes creativas | Maquillaje protésico excepcional para una serie, serie limitada, película o especial | Greg Nicotero, Jake Garber, Gino Crognale, Kevin Wasner, Garrett Immel, Kerrin Jackson, Carey Jones | Nominado   | [ 23 ]     |
| 2016 | 68. ° Premios Emmy Primetime de artes creativas | Efectos especiales especiales excepcionales en un papel secundario                   | | Nominado   | [ 23 ]     |